# Csicsátka Ottokár
Csicsátka Ferenc Ottokár (Ottó; Érsekújvár, 1914. január 20. - Pozsony, 1993. augusztus 18.) szobrász.

## Élete
Eredetileg lakatosnak tanult, de már abban az időben is foglalkozott modellezéssel. Rigele Alajos tanítványa volt. Pozsonyban szobrászatot, Komáromban rajzot (Harmos Károlynál), majd 1934–1938-ban a prágai Képzőművészeti Akadémián (Bohuslav Kafkanál) figurális és monumentális szobrászatot tanult. Művészeti tanulmányait a budapesti Képzőművészeti Főiskolán fejezte be 1939–1942 között.
1946-ban Érsekújvárott alapító tagja az illegális Szent György Kollégiumnak.
Készített monumentális emlékműveket, foglalkozott épületszobrászattal és portrészobrászattal is. 1937-ben pályaművel jelentkezett a komáromi Jókai-szobor pályázatára. Kiállított többek között Budapesten, Érsekújvárott és Komáromban.
Barátja volt többek között Berda József költő, Turczel Lajos irodalomtörténész. Testvére Csicsátka János iparművész.

## Művei

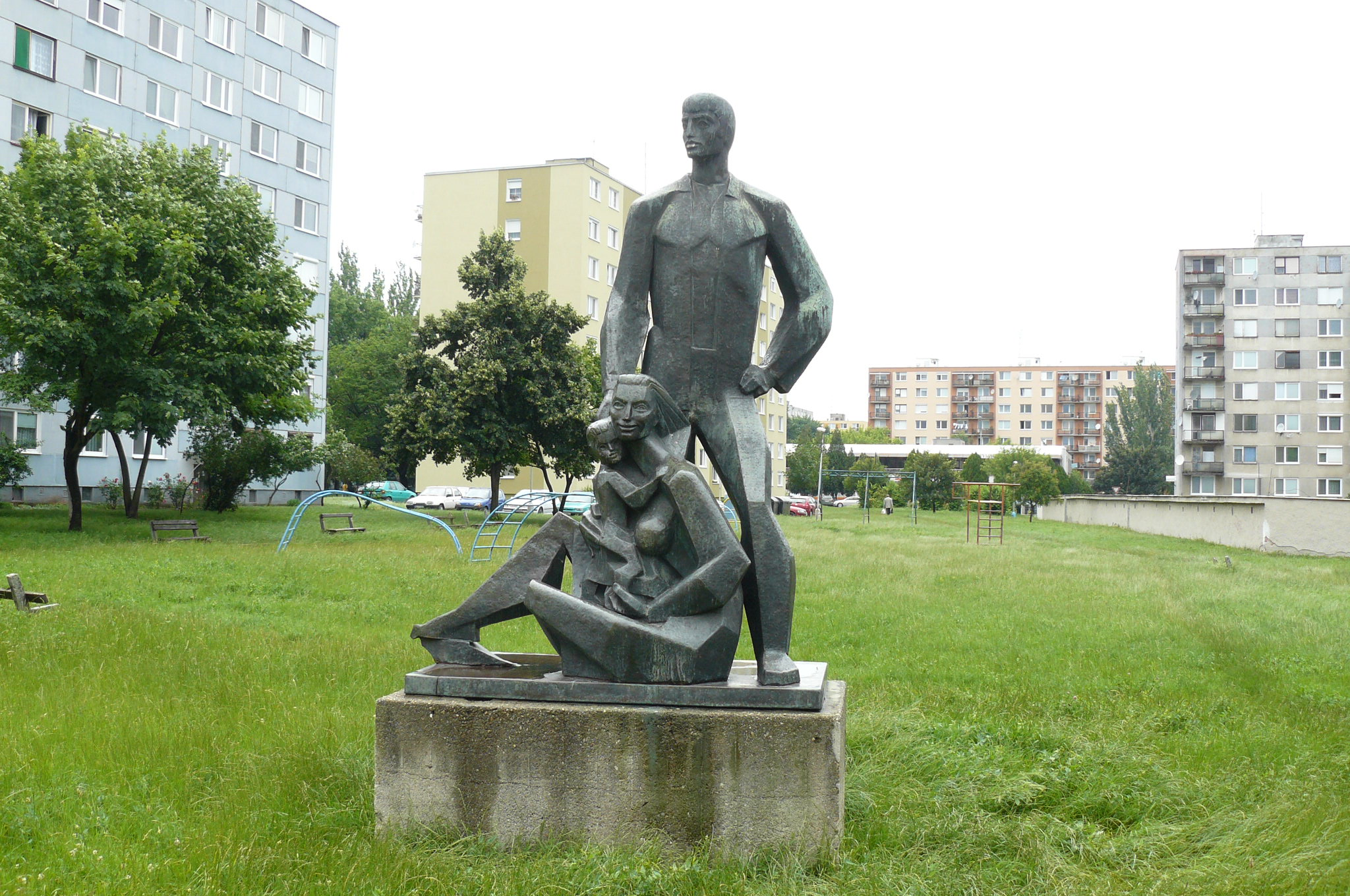
Modern család

Több köztéri műve, domborműve található Érsekújvárban, Pozsonyban (Carlton és a Devín szállodákban), illetve Párkányban.
- 1939 Prohászka Mihály síremléke (Érsekújvár temető)
- 1940 Kőhegyi - Csicsátka-síremlék (Érsekújvár temető)
- 1940 az egykori Kossuth-szobor talapzatának átfaragása az országzászlóhoz (1940-1945)[13]
- 1942 Hősi emlékmű (Nagysurány)
- 1946 A felvidéki magyarság (1946)
- 1951 Anya és gyermeke  (Érsekújvár)
- 1972 Modern család (Érsekújvár pályaudvar előtt)